# さよならだけは言わないで
「さよならだけは言わないで」（さよならだけはいわないで）は、1978年3月21日に発売された五輪真弓の13枚目のシングル。

## 背景
1978年6月15日のTBS『ザ・ベストテン』に「今週のスポットライト」コーナーでテレビ初出演となった。また同時期、フジテレビ『夜のヒットスタジオ』にも本作で出演を果たした。

## 記録
オリコンチャートにおいては100位内に29週間ランクインし、累計売り上げは26.4万枚を記録。1980年の「恋人よ」に次ぐヒットとなった。

## 収録曲
| 全作詞・作曲: 五輪真弓、全編曲: 船山基紀。 |                              |          |            |      |
| #                                          | タイトル                     | 作詞     | 作曲・編曲 | 時間 |
| 1.                                         | 「さよならだけは言わないで」 | 五輪真弓 | 五輪真弓   | 3:15 |
| 2.                                         | 「春に咲く花」               | 五輪真弓 | 五輪真弓   | 3:18 |
| 合計時間:                                  | 合計時間:                    | 6:33     |            |      |

## カバー
- 西城秀樹 - 『永遠の愛7章/西城秀樹』ライブ・アルバム（1979年2月発売）
- 研ナオコ - 『恋愛論』カバー・アルバム（1981年11月発売）